# Gallansjöarna
Gallansjöarna är varandra näraliggande sjöar i Vilhelmina kommun i Lappland som ingår i Ångermanälvens huvudavrinningsområde. Gallansjöarna ligger i Marsfjället Natura 2000-område och skyddas av habitat- och fågeldirektivet.
- Gallansjöarna (Vilhelmina socken, Lappland, 721716-150872), sjö i Vilhelmina kommun, 65°03′28″N 15°59′25″Ö / 65.0577°N 15.9902°Ö
- Gallansjöarna (Vilhelmina socken, Lappland, 721727-150853), sjö i Vilhelmina kommun, 65°03′31″N 15°59′10″Ö / 65.0587°N 15.9861°Ö